# Per Mindus
Per Mindus, född 7 april 1940 i Stockholm, död där 2 december 1998, var en svensk professor i psykiatri.
Inspirerad av sin far Erland Mindus kom Per Mindus att ägna sin karriär åt psykiatrin i allmänhet och ångestsjukdomar i synnerhet, främst inom området tvångssyndrom, där han blev en av initiativtagarna till stödföreningen Ananke (numera Svenska OCD-förbundet Ananke) för personer med tvångssyndrom. 
Efter läkarutbildning vid Karolinska Institutet utbildade han sig till psykiater vid Karolinska sjukhuset och avslutade 1977 en psykoanalytisk inriktad psykoterapiutbildning. Under sin tid på Karolinska sjukhuset kom han i kontakt med psykokirurgi och den specifika metod inom detta område vid behandling av ångestsjukdomar kallad kapsulotomi, vilket förde honom in på detta verksamhetsområde, som han med stor entusiasm kom att ägna resten av sitt liv. Metoden går förenklat ut på att man i en del av hjärnan som heter kapsula interna (den inre kapseln), skär av de nervtrådar som man tror bidrar till den psykiska sjukdomen.
Mindus blev under 1980-talets slut och under 1990-talet en av Sveriges ledande auktoriteter på ångestsjukdomar och på tvångssyndrom i synnerhet. Han deltog bland annat i SVT under tidigt 1990-tal i ett specialprogram av Fråga doktorn, som bidrog till att öka kunskapen om tvångssyndrom. 1997 startade Mindus en OCD-skola med syftet att utbilda team av psykiatriker och vårdpersonal i behandling av OCD. Tanken var att dessa team skulle sprida information vidare till andra vårdgivare inom det egna landstinget.
1991 försvarade han i sin doktorsavhandling användandet av kapsulotomi inom Karolinska institutets hägn. Trots att ingreppet hade använts i 50 år blev ingreppet under 1990-talet allt mer kontroversiellt och ifrågasatt när det gällde resultatet. I kontrast till sin doktorsavhandling 1991, där Mindus kunde påvisa att ingreppet i utvalda fall var framgångsrikt, visade ett senare arbete (Nyman & Mindus 1995), där Mindus själv deltog, att i fem fall av tio ledde tillvägagångssättet till försämrad abstrakt tankeförmåga och försämrad förmåga att lära sig av misstag. Kritiken späddes på i tv-programmet Norra magasinet i SVT i maj 1998 då Mindus sade sig av etiska kommittén på Karolinska institutet ha fått tillstånd till experiment, vilket vid en kontroll visade sig inte vara sant. En kort tid därefter avled Mindus i cancer. En omfattande debatt följde i Läkartidningen, där Norra magasinets metoder ifrågasattes. Trots detta fortsatte Karolinska institutet att använda metoden, även om antalet ingrepp minskade. Totalt gjordes 25 ingrepp åren 1988-2000. 
Kritiken mot den allt mer kontroversiella metoden fortsatte emellertid. 2003 riktade en av de ledande aukoriterna i Sverige på området tvångssyndrom, psykiatern Susanne Bejerot (en av Anankes medgrundare tillsammans med Mindus), kritik inte bara mot metoden utan mot Mindus själv, som varande en "---karismatisk marknadsförare av metoden." I sin kritik menade Bejerot att metoden hade svåra bieffekter, att den saknar långtidsuppföljning, samt att när en uppföljning överhuvudtaget hade publicerats, hade detta skett av en person som hade ansvaret att bedöma vilka patienter som skulle kapsulotomeras och som ensam utvärderade behandlingseffekten. Metodens framtid fick kanske sitt avgörande då psykiatern Christian Rück vid Karolinska institutet i sin doktorsavhandling "Capsulotomy in anxiety disorders" 2006 visade att ingreppets negativa bieffekter samt svårighet vid dess faktiska utförande sammantagna gör att den inte bör användas annat än som ett strikt experimentellt ingrepp.